# Madretsch

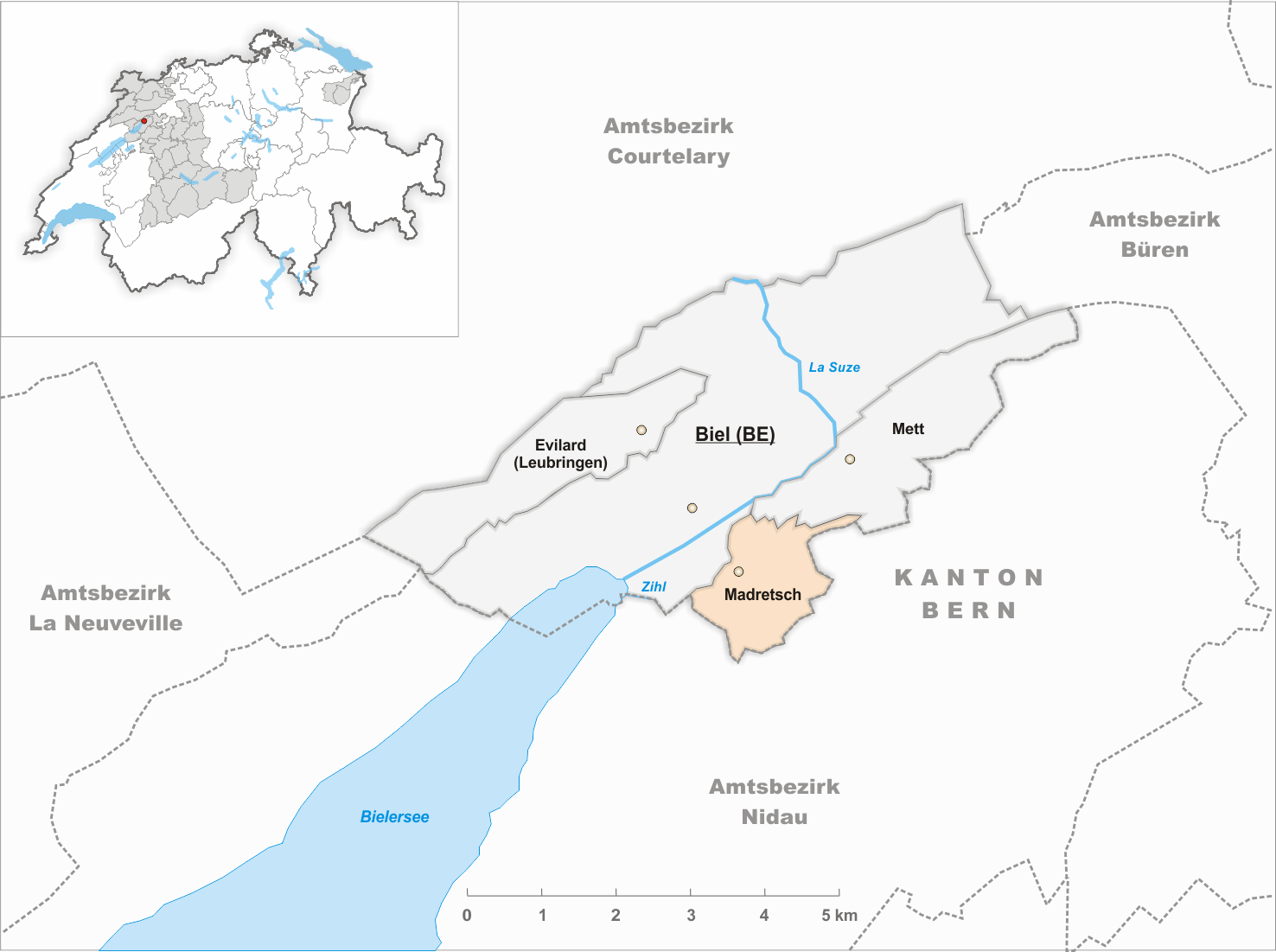
Gemeindestand vor der Fusion am 1. Januar 1920

Madretsch, früher Mardrez, ist eine ehemalige Gemeinde des Kantons Bern in der Schweiz. 
Sie wurde 1920 in die Stadt Biel (BE) eingemeindet und ist heute Teil von Biel/Bienne. Man unterscheidet zu statistischen Zwecken die Quartiere Madretsch Nord und Madretsch Süd.